# グラスヘイズ
グラスヘイズ邸（英: Glasshayes House）は歴史的なカントリー・ハウスで、ハンプシャー州の国立公園で保全地域のニューフォレストにある。リンドハースト村に所在する建物では20世紀に「グランドホテル」、次に「#リンドハーストパークホテル」が営業した。1912年にアーサー・コナンドイル卿の助言で大幅な改築を施し、現在もその形を保つ。2014年に所有権を得た開発業者の目的は、建物を取り壊して別の建造物を設けることにあった。保護活動が始まると、旧ホテルを保護建築物一覧に載せようとする2017年の申請により解体を回避する道を探るうち、当初の開発業者は2018年に正式に解体申請を取り下げて転売する。2020年2月時点の報道では不動産を買い取った別の業者が開発プランを手直ししており、新設する退職者用集合住宅の定員を増やし、改修による保存と新しい宿泊施設棟の3本柱で地域社会に還元すると述べている。

## 歴史

### 18世紀
グラスヘイズ邸の名前は1728年の取引証書に初めて記された。その歴史上、この段階では主に農地として使われている。17世紀と18世紀に開かれたいくつもの狭い地所があり、現在、建物がある場所はひとまとまりの地所ではなかった。 アーサー・フィリップは1763年にブラックエーカーとバーナルズと共同で地所を購入し、最初の妻シャーロットとこの地域に移り住むと耕作を監督する。1769年にオーストラリアに赴任し、公職に戻った。

### 19世紀
現存するこの邸は、1806年から1816年にわたりジョージ・バック（エスクァイア）が田舎の隠れ家として、以前の建物の部材を再利用して建てたものである。妻は1826年にこの家で死去、今もその霊が出没すると噂される。
1840年代の記録には「家屋敷と執務室、庭園と遊び場が占める6エーカーに加え、隣接する草地４エーカーは牧草地３エーカーを含む。」とある。1846年に初代スタクプール公爵リシャール・フィッツジョルジュ（英語読みはリチャード・フィッツジョージ Richard_Fitzgeorge_de_Stacpoole,_1st_Duke_de_Stacpoole）の手に渡り、大幅な建て増しを施してイギリス滞在の本拠になる。（ジョージ・バック設計の「ゴシック風」美学と八角塔を継承）。この家は密輸取引の地域組織の司令塔となり、家族と別居したリチャード卿は公の場に既婚者のルイザ・グレーブス夫人を伴い、グレーブス夫妻を呼び寄せてこの邸でともに暮らした。リチャード卿はここで1848年7月7日に没し、地元では代々、その霊を目撃したという話が何度も取り沙汰されている。
リチャード卿の遺言で邸はグレーブス夫人に贈られ、後にフュッセル夫妻に売却される（居住した様子はない）。やがて地元の食料雑貨商で内装業者のウィリアム・ビール・バグデンが家屋敷を買い受け、邸には住まないまま土地の耕作にだけ通った。この家主が定住しなかった期間、密輸業者が定期的に邸を使っている。
1862年になるとチャールズ・キャッスルマンは3番目の妻イザベル・スウィンバーンを連れてグラスヘイズに移り住み、やがて自邸の裏道沿いの不健全な一画を閉め出すため、地元に働きかけて公道を閉鎖させている。その礼に教区教会である聖ミカエル・オール・エンジェルス教会が建てていた時計台に時計を寄贈した。
1874年、この邸はシーフォース・ハイランダーズ（Seaforth_Highlanders）司令官を兼務する地方治安判事アレクサンダー・コールドクルー・マクレイ大佐宅となり、ここで幼少時代を過ごした兄妹が外交官ジェームズ・ウィリアム・ロナルド卿（（英語）1870年 – 1943年3月5日）と長じて爵位を得る妹のリーナ、その夫は第一次世界大戦の海軍将校の第4代アーバスノット準男爵ロバート（（英語）1864年3月23日  – 1916年5月31日）であった。リンドハースト・ゴルフクラブ（1889年設立）に使用させ 、1893年に開いたチャリティー・バザーでは地元の教会の屋根葺き替え費用1000ポンドを調達している。

### 20世紀

#### グランドホテル時代
1895年に売却されて「グランドホテル」開業計画が始動、20世紀に入るまでに新しいベンチャーが操業を始める。1905年頃、階の増築作業中に「グラスヘイズの幽霊」が初めて目撃された。両世界大戦の戦間期には地元連隊の将校たちが宿泊し、戦後の数十年にマーガレット・サッチャーとビートルズを含む著名人が「ザ・グランド」を利用してきた。

#### アーサー・コナン・ドイルとの縁
20世紀初頭の常連客にアーサー・コナン・ドイル卿が加わる。3階建てに増築し、建物の正面ファサードを変更するように勧めたのもドイルで、1912年3月の滞在中に建築案をスケッチしている。同年秋に拡張工事が始まり、ドイルのプランをほぼ完璧に実現した姿は現在まで残っている。

#### リンドハースト・パークホテル時代
1970年に邸を購入したフォレストデール・ホテル社は、宿泊施設として継続させる意図を示して「リンドハースト・パーク・ホテル」に改称、1970年代から1980年代にかけて数回、配慮を欠いた増築を重ねた結果、定員60人に拡張した。2014年にホテルはセントジェームス・ホテルグループの買収を受けると同年後半に閉鎖される。地元の反対にもかかわらず、開発業者のペガサスライフに転売されると、家屋敷を取り壊した地所に退職者用アパートを建設する計画が発表された。閉鎖前のホテルには常勤13名、非常勤8名の雇用が確保されていた。

## 伝承

### グラスヘイズ邸の幽霊
地元に伝わる話によると、邸には「グラスヘイズの幽霊たち」と呼ばれる複数の霊が出没してきた。最も目撃回数が多いのは、2代目の家主のスタクプール公リチャードであるという。増築工事は20世紀初頭と1970年代の2回行われ、どちらの期間にも建設業者が目撃情報を報告した。邸宅という財産を損なったと非難され、時には襲われたという。毎年、命日（7月7日）の夜には特定の部屋から奇妙な音楽が聞こえてくるのも、邸の主人として故リチャード卿が壮大な舞踏会を開き、招待客の死者が大勢、集まるからだと伝わってきた。1912年の拡張工事の際には現場作業員たちが正面玄関の扉上部に7つの矩形を掲げ「グラスヘイズ・デビル・スクエア」と呼ぶ。矩形（スクエア）の1つずつが、建設中に霊を目撃したことを表している。
他に目撃情報がある霊は、邸の建築主バックの妻（1826年に邸内で死去）や、噂では料理人との実らぬ恋愛関係の末に首を吊ったという部屋付きの女性使用人などである。幽霊の評判があったからこそ、熱心なスピリチュアリストのアーサー・コナン・ドイル卿が引き寄せられ、ホテルで交霊会を開くことになったとも考えられる。

### 密輸団との関係
グラスヘイズ邸は建築当初から風変わりな「八角塔」で名を知られていた。ニューフォレスト地域で広く活動した地元の複数の密輸組織を監視する目的で、建築主のジョージ・バックが注文して建てさせたものである。2代目の家主スタクプール公はこの邸で密輸団に指令を出し、また違法な商品を自分のヨット「ジプシークイーン号」で運ばせていた。とうとう1847年に物品税吏に踏み込まれると、当主は軍装品のサーベルをかき集めて八角塔の出入り口にバリケードを築いて立てこもり、事件は当時の全国紙で広く報道されている。その当主の死後、空き家だった時期にも壮麗な邸を隠れ蓑（かくれみの）にして密輸活動は続いたとみられ、家主がチャールズ・キャッスルマンになった1862年頃から組織は出入りしなくなった。
家屋敷の古い部分のそこかしこに密輸の蓄財を隠したこと、（特に床下と八角塔の取り壊さなかった部屋の壁の木製パネルの裏に）大量の現金があるはずで、その他にも金品の隠し場所がいくつもあるという言い伝えが地元にはある。密造酒を近くのパブまでこっそり運ぶため、邸の地下には古い抜け穴があり、すでに封鎖された地下トンネルが何本もあるという話さえ残っている。

## 開発と解体計画

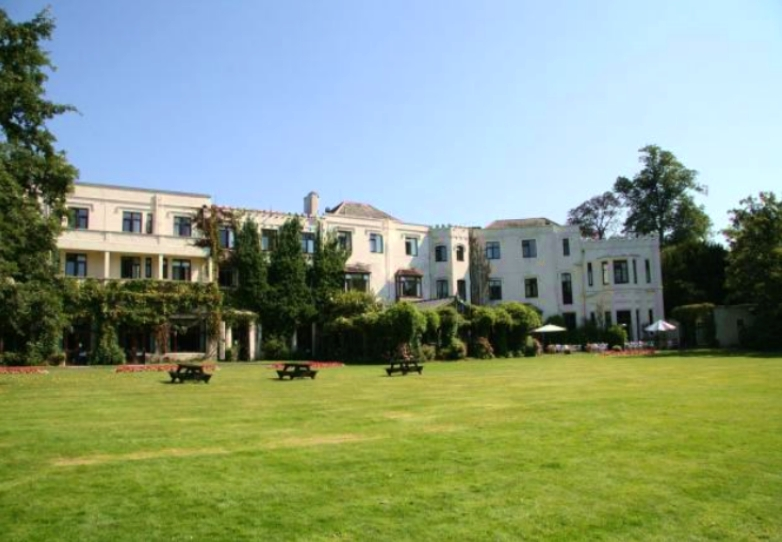
売却前後のリンドハースト・パーク・ホテル（2014年）

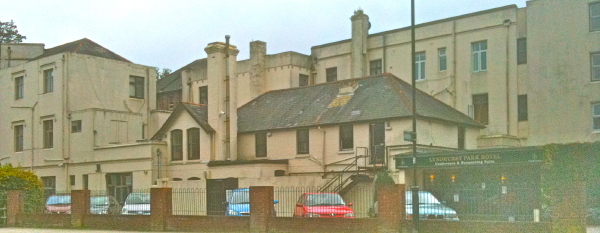
グラスヘイズ邸の背面。ハイストリートに面する。（リンドハースト村）

2014年、ホテルは閉業し地所は閉鎖され、購入した開発業のペガサスライフ Pegasus Life は建物を解体して退職者向け集合住宅を建てると発表し、地元の反対にあう。解体申請書は2回却下されており、初回は2017年2月、2回目は同年12月であった。
2018年12月、ペガサスライフは開発計画を断念したと正式に国立公園管理事務所に申請した
。
小説家アーサー・コナン・ドイル卿との由来の発見は最近のことであり、庭園側のファサードを設計した点など考慮されるべき点を添えて、ビクトリアン協会から2017年、指定建造物登録を申請した。

## 著名な関係者

### 代々の家主と家族
- アーサー・フィリップ
- 初代スタクプール卿リチャード・フィッツジョージ（Richard Fitzgeorge de Stacpoole, 1st Duc de Stacpoole）
- チャールズ・キャッスルマン（Charles_Castleman）
- ジェームズ・ウィリアム・ロナルド・マクレイ卿　（Ronald_Macleay）
- アーバスノット準男爵夫人リーナ（旧姓マクレー、ジェームズの妹）

### 注目の滞在客
18世紀から19世紀
- ヨーク公フレデリック（ハウ伯爵）
- 初代レイトン男爵フレデリック　画家

- ロバート・ルイス・スティーブンソン　小説家
- ウィリアム・ホワイト William_White　建築家

20世紀
- アリス・リデル　『不思議の国のアリス』のモデルとされる女性
- 第4代アーバスノット準男爵ロバート　海軍将校、イギリス・フランス・イタリアで活躍した文化人
- ボーリー男爵モンタギュー家　Baron_Montagu_of_Beaulieu
- カーナーヴォン伯爵

- 第2代ファーネス子爵ウィリアム・アンソニー William_Anthony_Furness　劇作家、王立アジア問題研究会会員
- ヘンドリクス・コレイン Hendrikus_Colijn　オランダの政治家
- マーガレット・サッチャー　元イギリス元首
- ビートルズ